# رشيد حيدر
رشيد حيدر (بالإنجليزية: Rashid Haider)‏ (15 يوليو 1941 - 13 أكتوبر 2020)، هو كاتب وروائي من بنغلاديش. حصل على جائزة «Ekushey Padak» في عام 2014 من قبل حكومة بنغلاديش. 

## الجوائز
- إكوشي باداك (2014)
- جائزة أكاديمية البنغالية الأدبية (1984)
- جائزة ندوشة الأدبية (1987)
- جائزة همايون قادر (1987)
- جائزة بنك Agrani (1982)